# Notivory
Природоохранный Фонд «Notivory» ("Нота́йвори) — фонд содействия сохранению дикой природы.
Фонд «Notivory» ведет природоохранную деятельность, нацеленную на спасение, восстановление и защиту исчезающих видов животных.

## История
Фонд был основан в декабре 2018 года ювелирным брендом Notivory Art и юридически оформлен в 2019 году. Изначальной целью фонда была исключительно защита слонов, чья популяция находится на грани вымирания из-за браконьерской деятельности, но постепенно круг интересов сообщества расширился и одновременно расширились география и круг участников.
5 июня 2019 года ювелирный бренд Notivory Art презентовал свою первую коллекцию. Под этим брендом создаются ювелирные украшения из бивней мамонтов, что позволяет отказаться от браконьерства на слонов и добычи слоновой кости. Для создания украшений, бивни мамонтов добывают в условиях вечной мерзлоты в Якутии и других северных регионах России. Прибыль вырученная от продажи ювелирных изделий идёт на охрану исчезающих видов фауны. На открытии бренда присутствовала первый амбассадор фонда, певица и телеведущая Сати Казанова.
28 сентября ювелирный бренд Notivory Art занял 1 место в номинации «Природные мотивы» на 15-м всероссийском конкурсе ювелиров «Лучшие украшения в России».
В октябре 2019 в Москве был открыт первый шоурум Notivory Art.
В начале октября 2019, находясь с рабочим визитом в Эр-Рияде, Владимир Путин подарил наследному принцу Саудовской Аравии Мухаммеду бен Сальману Аль Сауду изделие из бивня мамонта от Notivory Art, которое ранее было презентовано на открытии бренда. Про это так же вспомнил пресс-секретарь президента Дмитрий Песков, отметив что «часть вырученных средств компания направляет в поддержку различных фондов, в том числе в России, которые помогают в разведении исчезающих видов животных в различных заказниках и заповедниках».
Часть своих работ фонд планирует продать через аукцион, который будет проведён в Великобритании или РФ.

## Деятельность фонда
Прибыль, полученную от продажи ювелирных украшений, Фонд Notivory направляет на охрану исчезающих видов животных. Фонд финансирует природоохранные организации, собственные премии и проекты направленные на восстановление исчезающих видов дикой фауны. Так, среди природоохранных проектов есть обучающие эко-игры, развитие эко-туризма, природоохранные и антибраконьерские экспедиции, циклы уроков, документальные фильмы и журналистские расследования на природоохранные темы, в том числе и тему браконьерства.
В феврале 2019 года, вместе с Министерством природных ресурсов и экологии, фонд объявил о начале акции «#Стоп_браконьер!», в ходе которой буду публиковаться материалы, привлекающие внимание к случаям браконьерства.
В 2021 году Фонд Notivory и Заповедник «Саяно-Шушенский» разработали комплекс природоохранных мероприятий на 2021-2022гг.
В программу мероприятий на 2021—2022 годы входят:
- Разработка и апробация уникального фото-тура «По следам снежного барса»;
- Ремонт и ввод в эксплуатацию плавбазы заповедника;
- Обустройство эколого-экскурсионного комплекса — создание экологической тропы;
- Создание экспозиционного пространства «Дом снежного барса»;
- Патрулирование охранной зоны заповедника.

Разработанные мероприятия призваны:
- Популяризировать идеи сохранения уникальных природных комплексов с особым вниманием к проблемам сохранения редких видов животных, таких как снежный барс, манул, северный лесной олень и других;
- Создать условия для стабильного, экономически эффективного развития экологического, познавательного туризма в заповеднике «Саяно-Шушенский»;
- Укрепить положительный имидж заповедных профессий — государственный инспектор, научный сотрудник и других, в том числе привлечь местное население к природоохранной деятельности;
- Организовать совместную работу, направленную на экологическое просвещение и формирование экологической культуры в обществе.

Прежде, чем пройдет первая фото-экспедиция, Фонд и Заповедник планируют произвести ремонт и ввод в эксплуатацию плавбазы, расположенной в заливе реки Джойская Сосновка. Ремонт плавбазы в целях её бесперебойного функционирования — крайне необходимая мера, позволяющая оперативно использовать маломерный флот для патрулирования акватории Саяно-Шушенского водохранилища в границах заповедника и ведения наблюдения за соблюдением природоохранного режима в береговой зоне.
Следующим шагом в рамках комплекса мероприятий планируется разведывательная экспедиция для выбора местности и разметки экологической тропы в рамках обустройства экскурсионного комплекса. В результате будет определён трек тропы, соотнесенный с картой-схемой охранной зоны заповедника, её протяженность, познавательные акценты и другие особенности. На основе полученных данных будет проработана экологическая тропа, обеспечивающая минимизацию воздействия экскурсантов на почвенно-растительный покров. Тропа будет оснащена не только деревянными настилами, но и оборудована местами отдыха и информационными аншлагами.
Фонд и Заповедник также планируют провести колоссальную работу по созданию современного экспозиционного пространства «Дом снежного барса». Специалистами по экологическому просвещению будет разработана познавательная программа, ориентированная на работу с различными возрастными группами — посетителями центра. Оформленный центр позволит заповеднику вести всесезонно экскурсионную деятельность для различных российских и иностранных туристических групп. Кроме того, центр «Дом снежного барса» станет важной площадкой для проведения различных научных и просветительских мероприятий как регионального так всероссийского и международного уровней.
Заключительным мероприятием разработанного комплекса станет экспедиция, направленная на организацию патрулирования охранной зоны заповедника.
Охранная зона заповедника расположена на правом берегу Саяно-Шушенского водохранилища. Нередки случаи, когда браконьеры пытаются на лодках проникнуть на территорию биосферного ядра заповедника, на левый берег Саяно-Шушенского водохранилища, соответственно, со стороны охранной зоны, с правого берега.
Патрулирование охранной зоны позволит укрепить соблюдение особо режима охраны заповедного ядра. Также, в процессе патрулирования волонтеры будут фиксировать потенциальные природные достопримечательности (точки обзора в заливах и т. д.), которые возможно включить в паспорт маршрута «По Саянскому каньону» для повышения его насыщенности.